# Melanophryniscus devincenzii
Melanophryniscus devincenzii es una especie de anfibios de la familia Bufonidae.
Se encuentra en Argentina, Uruguay, posiblemente Brasil y posiblemente Paraguay.
Su hábitat natural incluye bosques secos tropicales o subtropicales, praderas inundadas en algunas estaciones y a baja altitud, ríos intermitentes, áreas rocosas y plantaciones. Está amenazada de extinción.